# Scabrostomus parapeculiosus
Scabrostomus parapeculiosus är en skalbaggsart som beskrevs av Gordon och Paul E.Skelley 2007. Scabrostomus parapeculiosus ingår i släktet Scabrostomus och familjen Aphodiidae. Inga underarter finns listade i Catalogue of Life.